# Denis Houf
Denis Houf (Fléron, 1932. február 16. – Liège, 2012. december 7.) belga labdarúgó-középpályás.
A belga válogatott tagjaként részt vett az 1954-es labdarúgó-világbajnokságon.